# 4º Congresso degli Stati Uniti d'America
Il 4º Congresso degli Stati Uniti d'America, formato dal Senato e dalla Camera dei rappresentanti, si riunì presso la Congress Hall di Filadelfia dal 4 marzo 1795 al 4 marzo 1797 durante gli ultimi due anni della presidenza di George Washington. Il Senato ebbe una maggioranza del Partito federalista, mentre la Camera dei rappresentanti fu controllata dal Partito Democratico-Repubblicano.

## Contesto ed eventi importanti
Il 4º Congresso vede per la prima volta una divisione fra veri e propri partiti organizzati: il Partito Federalista (derivante dalla fazione Pro-Amministrazione) e l'opposto Partito Democratico-Repubblicano (che trae origine dalla fazione Anti-Amministrazione). Il 4º Congresso fu segnato dal conflitto fra i partiti riguardo alla firma del trattato di Jay con la Gran Bretagna, visto da alcuni come un accordo troppo permissivo nei confronti dell'antico nemico britannico. Fu soprattutto la maggioranza democratico-repubblicana della Camera a contrastare la linea politica del Senato e del presidente Washington.

### Cronologia
- 17 settembre 1796: Il presidente Washington pronuncia il suo discorso di addio, avvertendo il pericolo di un sistema politico diviso fra partiti e dalle influenze straniere.

## Trattati
- 24 giugno 1795: Trattato di Jay.
- 7 marzo 1796: Trattato di Madrid. Con questo trattato gli Stati Uniti regolano con la Spagna i propri confini a sud della Georgia, regolando le pretese spagnole sulla Florida, oltre a garantire agli Stati Uniti un diritto di navigazione lungo il fiume Mississippi.

## Stati ammessi
1 giugno 1796: 1 Stat 491, ch. 47 - Il Territorio a Sud del fiume Ohio (Southwest Territory) viene riconosciuto come nuovo stato appartenente all'Unione con il nome di Tennessee.

## Partiti
Durante questo Congresso non vi furono dei veri e propri partiti. I suoi membri si organizzarono in fazioni legate da interessi comuni, che però sono state solo successivamente definite sulla base dell'analisi delle loro votazioni.

### Senato
|                               | Partiti         | Partiti |         |   |
| ----------------------------- | --------------- | ------- | ------- | - |
|                               |                 |         |         |   |
| Democratico-Repubblicano (DR) | Federalista (F) | Totali  | Vacanti |   |
| Congresso precedente          | 13              | 17      | 30      | 0 |
|                               |                 |         |         |   |
| Inizio                        | 10              | 20      | 30      | 0 |
| Fine                          | 11              | 21      | 32      | 0 |
| % Fine                        | 34,4%           | 65,6%   |         |   |
|                               |                 |         |         |   |
| Inizio Congresso successivo   | 9               | 22      | 31      | 1 |

### Camera dei rappresentanti
|                             | Fazioni                       | Fazioni         |        |         |
| --------------------------- | ----------------------------- | --------------- | ------ | ------- |
|                             |                               |                 |        |         |
|                             | Democratico-Repubblicano (DR) | Federalista (F) | Totali | Vacanti |
| Congresso precedente        | 54                            | 49              | 103    | 2       |
|                             |                               |                 |        |         |
| Inizio                      | 58                            | 46              | 104    | 1       |
| Fine                        | 59                            | 47              | 106    | 0       |
| % Fine                      | 55,7%                         | 44,3%           |        |         |
|                             |                               |                 |        |         |
| Inizio Congresso successivo | 57                            | 49              | 106    | 0       |

## Leadership

### Senato
- Lo speaker della Camera Jonathan Dayton.Presidente: John Adams (F)
- Presidente pro tempore:

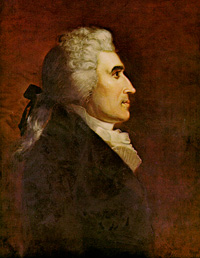
Lo speaker della Camera Jonathan Dayton.

  - Henry Tazewell (F), dal 7 dicembre 1795 al 6 maggio 1796
  - Samuel Livermore (F), dal 6 maggio 1796 al 16 febbraio 1797
  - William Bingham (F), dal 16 febbraio 1797

### Camera dei rappresentanti
- Speaker: Jonathan Dayton (F)

## Membri

### Senato

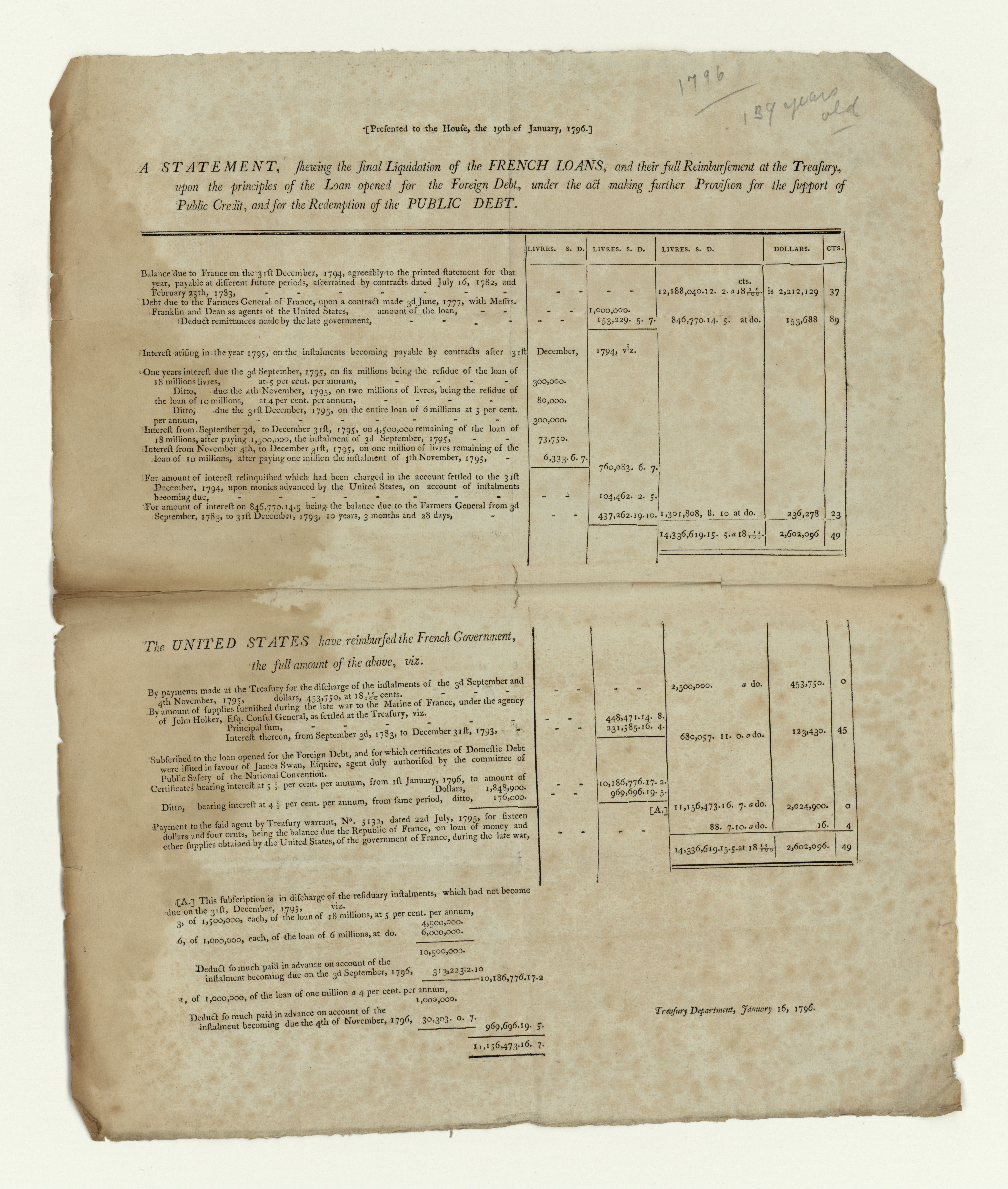
Il prospetto finanziario del Dipartimento del Tesoro (del 19 gennaio 1796) inviato alla Camera dei rappresentanti con il quale si illustra l'entità del prestito al governo francese.

I senatori stati eletti ogni due anni e ad ogni Congresso ne viene rinnovato un terzo. Prima del nome di ogni senatore viene indicata la "classe", ovvero il ciclo di elezioni in cui è stato eletto. Nel 4º Congresso furono sottoposti ad elezione i senatori di classe 1.
Carolina del Nord
- 2. Alexander Martin (DR)
- 3. Timothy Bloodworth (DR)

Carolina del Sud
- 2. Pierce Butler (DR), fino al 25 ottobre 1796

     John Hunter (DR), dall'8 dicembre 1796
- 3. Jacob Read (F)

Connecticut
- 1. Oliver Ellsworth (F), fino all'8 marzo 1796

     James Hillhouse (F), dal 12 marzo 1796
- 3. Jonathan Trumbull, Jr. (F), fino al 10 giugno 1796

     Uriah Tracy (F), dal 13 ottobre 1796
Delaware
- 1. Henry Latimer (F)
- 2. John Vining (F)

Georgia
- 2. James Jackson (DR), fino al 1975

     George Walton (F), dal 16 novembre 1795 al 20 febbraio 1796
     Josiah Tattnall (DR), dal 20 febbraio 1796
- 3. James Gunn (F)

Kentucky
- 2. John Brown (DR)
- 3. Humphrey Marshall (F)

Maryland
- 1. Richard Potts (F), fino al 24 ottobre 1796

     John Eager Howard (F), dal 30 novembre 1796
- 3. John Henry (F)

Massachusetts
- 1. George Cabot (F), fino al 9 giugno 1796

     Benjamin Goodhue (F), dall'11 giugno 1796
- 2. Caleb Strong (F), fino al 1º giugno 1796

     Theodore Sedgwick (F), dall'11 giugno 1796
New Hampshire
- 2. Samuel Livermore (F)
- 3. John Langdon (DR)

New Jersey
- 1. John Rutherfurd (F)
- 2. Frederick Frelinghuysen (F), fino al 12 novembre 1796

     Richard Stockton (F), dal 12 novembre 1796
New York
- 1. Aaron Burr (DR)
- 3. Rufus King (F), fino al 23 maggio 1796

     John Laurance (F), dal 9 novembre 1796
Pennsylvania
- 1. James Ross (F)
- 3. William Bingham (F)

Rhode Island
- 1. Theodore Foster (F)
- 2. William Bradford (F)

Tennessee
- 1. William Cocke (DR), dal 2 agosto 1796 (nuovo seggio)
- 2. William Blount (DR), dal 2 agosto 1796 (nuovo seggio)

Vermont
- 1. Moses Robinson (DR), fino al 15 ottobre 1796
     Isaac Tichenor (F), dal 18 ottobre 1796
- 3. Elijah Paine (F)

Virginia
- 1. Stevens Mason (DR)
- 2. Henry Tazewell (DR)

### Camera dei rappresentanti

Il peso dei due partiti alla Camera dei rappresentanti nel 4º Congresso.

Nell'elenco, prima del nome del membro, viene indicato il distretto elettorale di provenienza o se quel membro è stato eletto in un collegio unico (at large).
Carolina del Nord
- 1. James Holland (DR)
- 2. Matthew Locke (DR)
- 3. Jesse Franklin (DR)
- 4. Absalom Tatom (DR), fino al 1º giugno 1796

     William Strudwick (F), dal 13 dicembre 1796
- 5. Nathaniel Macon (DR)
- 6. James Gillespie (DR)
- 7. William Barry Grove (F)
- 8. Dempsey Burges (DR)
- 9. Thomas Blount (DR)
- 10. Nathan Bryan (DR)

Carolina del Sud
- 1. William L. Smith (F)
- 2. Wade Hampton I (DR)
- 3. Lemuel Benton (DR)
- 4. Richard Winn (DR)
- 5. Robert G. Harper (F)
- 6. Samuel Earle (DR)

Connecticut
- At-large. Joshua Coit (F)
- At-large. Chauncey Goodrich (F)
- At-large. Roger Griswold (F)
- At-large. James Hillhouse (F), fino al 1º luglio 1796

     James Davenport (F), dal 5 dicembre 1796
- At-large. Nathaniel Smith (F)
- At-large. Zephaniah Smith (F)
- At-large. Uriah Tracy (F), fino al 13 ottobre 1796

     Samuel Ws. Dana (F), dal 3 gennaio 1797
Delaware
- At-large. John Patten (DR)

Georgia
- At-large. Abraham Baldwin (DR)
- At-large. John Milledge (DR)

Kentucky
- 1. Christopher Greenup (DR)
- 2. Alexander D. Orr (DR)

Maryland
- 1. George Dent (F)
- 2. Gabriel Duvall (DR), fino al 28 marzo 1796

     Richard Sprigg, Jr. (DR), dal 5 maggio 1796
- 3. Jeremiah Crabb (F), fino al 1º giugno 1796

     William Craik (F), dal 5 dicembre 1796
- 4. Thomas Sprigg (DR)
- 5. Samuel Smith (DR)
- 6. Gabriel Christie (DR)
- 7. William Hindman (F)
- 8. William Vans Murray (F)

Massachusetts
- 1. Theodore Sedgwick (F), fino al giugno 1796

     Thomson J. Skinner (DR), dal 27 gennaio 1797
- 2. William Lyman (DR)
- 3. Samuel Lyman (F)
- 4. Dwight Foster (F)
- 5. Nathaniel Freeman, Jr. (F)
- 6. John Reed, Sr. (F)
- 7. George Leonard (F)
- 8. Fisher Ames (F)
- 9. Joseph B. Varnum (DR)
- 10. Benjamin Goodhue (F), fino al giugno 1796

     Samuel Sewall (F), dal 7 dicembre 1796
- 11. Theophilus Bradbury (F)
- 12. Henry Dearborn (DR)
- 13. Peleg Wadsworth (F)
- 14. George Thatcher (F)

New Hampshire
- At-large. Abiel Foster (F)
- At-large. Nicholas Gilman (F)
- At-large. John S. Sherburne (DR)
- At-large. Jeremiah Smith (F)

New Jersey
- At-large. Jonathan Dayton (F)
- At-large. Thomas Henderson (F)
- At-large. Aaron Kitchell (F)
- At-large. Isaac Smith (F)
- At-large. Mark Thomson (F)

New York
- 1. Jonathan Havens (DR)
- 2. Edward Livingston (DR)
- 3. Philip Van Cortlandt (DR)
- 4. John Hathorn (DR)
- 5. Theodorus Bailey (DR)
- 6. Ezekiel Gilbert (F)
- 7. John E. Van Alen (F)
- 8. Henry Glen (F)
- 9. John Williams (DR)
- 10. William Cooper (F)

Pennsylvania
- 1. John Swanwick (DR)
- 2. Frederick Muhlenberg (DR)
- 3. Richard Thomas (F)
- 4. Seggio vacante fino al 18 gennaio 1796

     John Richards (DR), dal 18 gennaio 1796
- 4. Samuel Sitgreaves (F)
- 5. Daniel Hiester (DR), fino al 1º luglio 1796

     George Ege (F), dall'8 dicembre 1796
- 6. Samuel Maclay (DR)
- 7. John W. Kittera (F)
- 8. Thomas Hartley (F)
- 9. Andrew Gregg (DR)
- 10. David Bard (DR)
- 11. William Findley (DR)
- 12. Albert Gallatin (DR)

Rhode Island
- At-large. Benjamin Bourne (F), fino al 13 ottobre 1796

     Elisha Potter (F), dal 19 dicembre 1796
- At-large. Francis Malbone (F)

Tennessee
- At-large. Andrew Jackson (DR), dal 5 dicembre 1796 (nuovo seggio)

Vermont
- 1. Israel Smith (DR)
- 2. Daniel Buck (F)

Virginia
- 1. Robert Rutherford (DR)
- 2. Andrew Moore (DR)
- 3. George Jackson (DR)
- 4. Francis Preston (DR)
- 5. George Hancock (F)
- 6. Isaac Coles (DR)
- 7. Abraham B. Venable (DR)
- 8. Thomas Claiborne (DR)
- 9. William B. Giles (DR)
- 10. Carter B. Harrison (DR)
- 11. Josiah Parker (F)
- 12. John Page (DR)
- 13. John Clopton (DR)
- 14. Samuel J. Cabell (DR)
- 15. James Madison (DR)
- 16. Anthony New (DR)
- 17. Richard Brent (DR)
- 18. John Nicholas (DR)
- 19. John Heath (DR)

#### Membri non votanti
Territorio del sud-ovest
In seguito questo "territorio" diventò lo stato del Tennessee.
- James White (I), fino al 1º giugno 1796

## Cambiamenti nella rappresentanza

### Senato
| Stato (classe)       | Membro precedente           | Ragione del cambiamento                                                                          | Successore            | Data della successione                  |
| -------------------- | --------------------------- | ------------------------------------------------------------------------------------------------ | --------------------- | --------------------------------------- |
| Georgia (2)          | James Jackson (DR)          | Jackson si è dimesso nel 1795.                                                                   | George Walton (F)     | Nominato ad interim il 16 novembre 1795 |
| Georgia (2)          | George Walton (F)           | La nomina ad interim di Walton è spirato il 20 febbraio 1796, a cui sono seguite nuove elezioni. | Josiah Tattnall (DR)  | Eletto il 20 febbraio 1796              |
| Connecticut (1)      | Oliver Ellsworth (F)        | Ellsworth si è dimesso l'8 marzo 1796                                                            | James Hillhouse (F)   | Eletto il 12 marzo 1796                 |
| New York (2)         | Rufus King (F)              | King si è dimesso il 23 maggio 1796, per assumere la carica di ambasciatore in Gran Bretagna.    | John Laurance (F)     | Eletto il 9 novembre 1796               |
| Massachusetts (2)    | Caleb Strong (F)            | Strong si è dimesso il 1º giugno 1796.                                                           | Theodore Sedgwick (F) | Eletto l'11 giugno 1796                 |
| Massachusetts (1)    | George Cabot (F)            | Cabot si è dimesso il 9 giugno 1796.                                                             | Benjamin Goodhue (F)  | Eletto l'11 giugno 1796                 |
| Connecticut (3)      | Jonathan Trumbull, Jr. (F)  | Trumbull si è dimesso il 10 giugno 1796.                                                         | Uriah Tracy (F)       | Eletto il 13 ottobre 1796               |
| Tennessee (1)        | Nuovo seggio                | Nuovo seggio creato dopo l'ammissione all'Unione del nuovo stato del Tennessee.                  | William Cocke (DR)    | Eletto il 2 agosto 1796                 |
| Tennessee (2)        | Nuovo seggio                | Nuovo seggio creato dopo l'ammissione all'Unione del nuovo stato del Tennessee.                  | William Blount (DR)   | Eletto il 2 agosto 1796                 |
| Vermont (1)          | Moses Robinson (DR)         | Robinson si è dimesso il 15 ottobre 1796.                                                        | Isaac Tichenor (F)    | Eletto il 18 ottobre 1796               |
| Maryland (1)         | Richard Potts (F)           | Potts si è dimesso il 24 ottobre 1796.                                                           | John E. Howard (F)    | Eletto il 30 novembre 1796              |
| Carolina del Sud (2) | Pierce Butler (DR)          | Butler si è dimesso il 25 ottobre 1796.                                                          | John Hunter (DR)      | Eletto l'8 dicembre 1796                |
| New Jersey (2)       | Frederick Frelinghuysen (F) | Frelinghuysen si è dimesso il 12 novembre 1796.                                                  | Richard Stockton (F)  | Eletto il 12 novembre 1796              |

### Camera dei rappresentanti
| Distretto             | Membro precedente     | Ragione del cambiamento | Successore               | Data della successione        |
| --------------------- | --------------------- | --- | ------------------------ | ----------------------------- |
| 4° Pennsylvania       | Seggio vacante        | Il risultato delle elezioni è stato contestato e il vincitore di queste, James Morris, è deceduto il 10 luglio 1795. La Camera ha quindi dichiarato che il seggio sarebbe stato assegnato al suo sfidante. | John Richards (DR)       | Insediato il 18 gennaio 1796  |
| 3° Maryland           | Jeremiah Crabb (F)    | Crabb si è dimesso nel 1796. | William Craik (F)        | Insediato il 5 dicembre 1796  |
| At-large Rhode Island | Benjamin Bourne (F)   | Bourne si è dimesso neel 1796. | Elisha Potter (F)        | Insediato il 19 dicembre 1796 |
| 1° Massachusetts      | Theodore Sedgwick (F) | Sedgwick si è dimesso nel giugno 1796, essendo stato eletto senatore. | Thomson Skinner (DR)     | Insediato il 27 gennaio 1797  |
| 2° Maryland           | Gabriel Duvall (DR)   | Duvall si è dimesso il 28 marzo 1796, essendo stato eletto giudice della Corte suprema del Maryland. | Richard Sprigg, Jr. (DR) | Insediato il 5 maggio 1796    |
| 4° Carolina del Nord  | Absalom Tatom (DR)    | Tatom si è dimesso il 1º giugno 1796. | William Strudwick (F)    | Insediato il 13 dicembre 1796 |
| 10° Massachusetts     | Benjamin Goodhue (F)  | Goodhue si è dimesso nel giugno 1796, avendo ottenuto un seggio al Senato. | Samuel Sewall (F)        | Insediato il 7 dicembre 1796  |
| At-large Connecticut  | James Hillhouse (F)   | Hillhouse si è dimesso il 1º luglio 1796. avendo ottenuto un seggio in Senato. | James Davenport (F)      | Insediato il 5 dicembre 1796  |
| Southwest Territory   | James White           | White è rimasto in carica fino il 1º giugno 1796. quando il Tennessee si è ufficialmente unito agli Stati Uniti.                                                                                           | Distretto eliminato      | Distretto eliminato           |
| At-large Tennessee    | Nuovo seggio          | Il Tennessee è stato ammesso all'Unione il 1º giugno 1796, con il suo seggio alla Camera rimasto vacante fino al 5 dicembre 1796.                                                                          | Andrew Jackson (DR)      | Insediato il 5 dicembre 1796  |
| 5° Pennsylvania       | Daniel Hiester (DR)   | Hiester si è dimesso il 1º luglio 1796. | George Ege (F)           | Insediato l'8 dicembre 1796   |
| At-large Connecticut  | Uriah Tracy (F)       | Tracy si è dimesso il 13 ottobre 1796. avendo ottenuto un seggio al Senato. | Samuel W. Dana (F)       | Insediato il 3 gennaio 1797   |

## Comitati
Qui di seguito si elencano i singoli comitati e i presidenti di ognuno (se disponibili).

### Senato
- Whole

### Camera dei rappresentanti
- Claims
- Commerce and Manifactures
- Elections
- Revisal and Unfinished Business
- Rules (select committee)
- Ways and Means
- Whole

### Comitati bicamerali (Joint)
- Enrolled Bills